# 1004住宅区

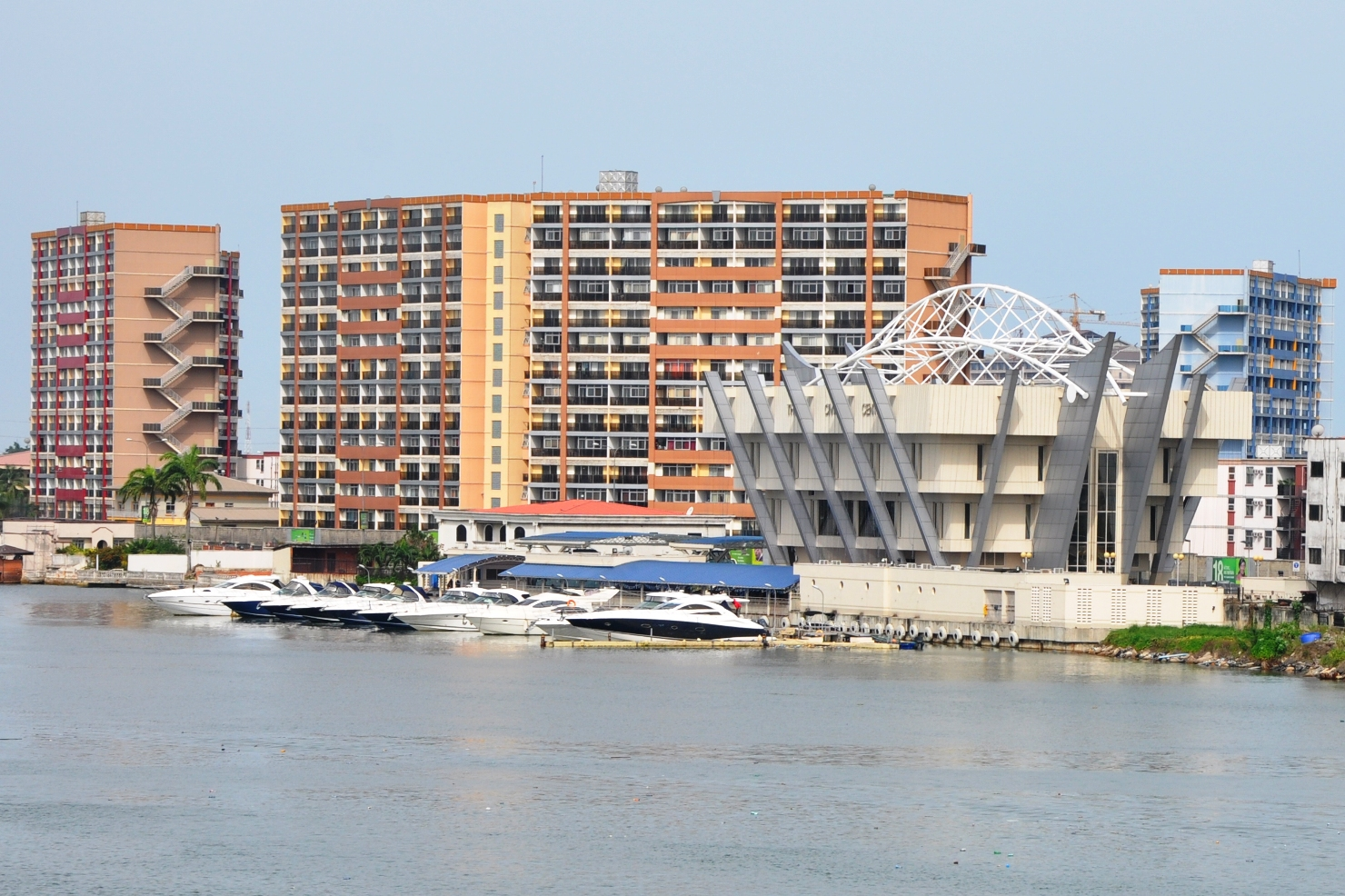
1004住宅区中的一些高层建筑

1004住宅区（1004 Housing Estate）是位于尼日利亚拉各斯维多利亚岛的一个占地11公顷的住宅区。原名为拉各斯联邦住宅区（Federal Housing Estate, Lagos），由艾萨克·福拉·阿拉德设计，建于1970年代，是当时同类建筑中最大的住宅区。

## 特点
该住宅区有4组多层住宅公寓；6栋高层建筑和4栋低层建筑，包括1000多套公寓。作为参议员和众议院议员家庭的豪华住宅，该住宅区于1979年开放。在联邦首都迁往阿布贾后，它被联邦高级公务员占用。2007年，政府对该住宅区进行招标，将维护权交给了私人房地产开发商。这笔价值70亿奈拉的交易是尼日利亚当年最大的一笔房产交易。

## 争议
自从联邦政府转让所有权以来，1004住宅区经常会爆发争议。现在，1004住宅区是外籍人士和其他私人住所，一些深层的问题，包括贪污、欺诈、盗窃和住宅安全问题层出不穷。2021年，一名男子因涉嫌贪污腐败问题而在住宅区内跳楼自杀。住宅区居民声称负责维护的开发商在协助外部的用电及财产盗窃犯，并促使拉各斯州议会住房委员会对住宅区进行突击调查，以平息住宅区危机。